# Celypha ermolenkoi
Celypha ermolenkoi is een vlinder uit de familie bladrollers (Tortricidae). De wetenschappelijke naam is voor het eerst geldig gepubliceerd in 1980 door Kostyuk.
De soort komt voor in Europa.